# Maurice Thibaut de Maisières
Pour les articles homonymes, voir Maisières (homonymie).
Maurice Thibaut de Maisières, né le 17 juin 1900 à Namur et mort le 14 août 1953 à Saint-Josse-ten-Noode, est un prêtre, chanoine et historien de l'art belge, considéré comme un spécialiste incontesté du gothique brabançon. 

## Biographie

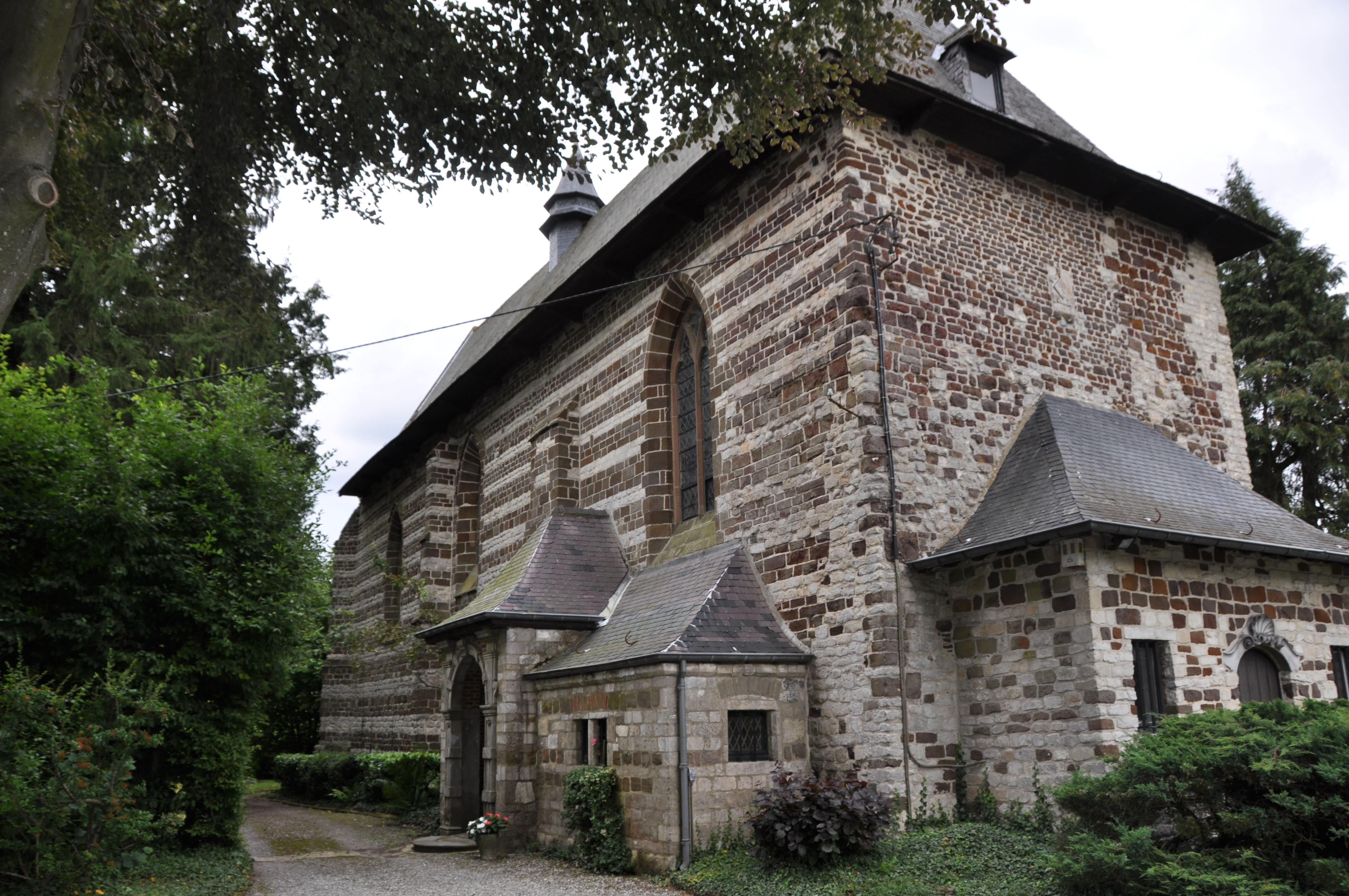
La chapelle du prieuré de l'Ermite derrière laquelle il est inhumé.

Il fut un expert systématiquement consulté dans la restauration de bâtiments gothiques. Il entreprit au séminaire Léon XIII à Louvain des études de philologie et lettres, ainsi que de théologie. Licencié en archéologie et histoire de l’art, dès son entrée dans la vie professionnelle en 1927, il s’intéressa au patrimoine médiéval brabançon. Ordonné prêtre en 1926, vicaire à la paroisse Notre-Dame de La Cambre en 1932. Le titre de chanoine lui fut décerné  à titre honoraire en 1951 en remerciement de ses contributions scientifiques. Il s’investit également dans la vie culturelle belge. En 1928, il entra à la Société royale d'archéologie de Bruxelles. Il devint également membre correspondant dans le Brabant de la Commission Royale des Monuments et sites et cinq ans plus tard membre effectif (1939). On lui doit le sauvetage de plusieurs bâtiments religieux. Il avait fondé une asbl, le Prieuré de Jéricho, qui assure encore aujourd’hui la gestion et l’administration de la chapelle de l'Ermite. Il est inhumé derrière cette chapelle et l'on peut lire sur sa tombe : 